# Rokoko
Rokoko var en kunstnerisk stilperiode i Europa ca. 1720-1790. Den kom til Danmark omkring 1730 og forsvandt omkring 1760. Dens kendetegn var elegance, yndefuldhed og forfinet udsmykning.  
Rokoko var en stilart med snirklede og ofte asymmetriske ornamenter. Det hænger sammen med, at den var påvirket af østasiatisk billedkunst, som netop blev populær i Europa på den tid.
Rokoko efterfulgte barok og regence. Den blev efterfulgt af Revolution, Zopf og Louis Seize.